# Rugby Nederland
Rugby Nederland (RN), bis 2014 als Nederlandse Rugby Bond bekannt, ist der nationale Sportverband für Rugby Union und Siebener-Rugby in den Niederlanden. Der im Jahr 1932 gegründete Verband hat seinen Sitz beim Nationaal Rugby Centrum in Amsterdam. Seit 1988 vertritt er die Niederlande beim Weltverband World Rugby und seit 1934 beim Kontinentalverband Rugby Europe.

## Aufgabe
Rugby Nederland stellt die die Niederlande vertretenden Nationalmannschaften, einschließlich der für die Männer (Oanje), Frauen und Jugend, zusammen. Daneben organisiert der Verband das Kinder- und Jugend-Rugby in den Niederlanden. Kinder und Jugendliche werden bereits in der Schule an den Rugbysport herangeführt und je nach Interesse und Talent beginnt dann die Ausbildung. Wie andere Rugbynationen verfügen die Niederlande über eine U-20-Nationalmannschaft, die an den entsprechenden Europa- und Weltmeisterschaften teilnimmt. Ebenso ist Rugby Nederland verantwortlich für die niederländische Siebener-Rugby-Nationalmannschaft und da Siebener-Rugby eine olympische Sportart ist, arbeitet sie hier mit der Nederlands Olympisch Comité*Nederlandse Sport Federatie zusammen.
Der Verband organisiert auch den nationalen Spielbetrieb. Die höchste Rugby-Union-Liga des Landes ist die 1935 gegründete Ereklasse mit acht Mannschaften, in der um die Niederländische Rugby-Meisterschaft gespielt wird. Ein Großteil der für die Nationalmannschaft antretenden Spieler speist sich aus dieser Liga, weitere Spieler sind vor allem in Frankreich tätig. In den Niederlanden tätige Nationalspieler gehören meist der professionellen Mannschaft The Delta an, die seit 2021 am Rugby Europe Super Cup teilnimmt.
Rugby Nederland richtet auch regelmäßig internationale Turniere aus. So waren sie Gastgeber der Frauen-Rugby-Union-Weltmeisterschaft im Jahr 1998.

## Geschichte
Rugby Nederland wurde 1932 als Nederlandse Rugbybond gegründet und 1988 Vollmitglied des International Rugby Football Board (IRFB; heute World Rugby). Er war außerdem im Jahr 1934 Gründungsmitglied des Kontinentalverbandes Fédération Internationale de Rugby Amateur (FIRA; heute Rugby Europe). 2014 erfolgte die Umbenennung in Rugby Nederland.

## Logo
Das Logo von Rugby Nederland zeigt einen Rugbyball in der Form einer Tulpe in Orange mit der Abkürzung N.R.B. rechts daneben.